# 抗日三周年纪念塔
抗日三周年纪念塔，全称为“国民革命军第十八集团军（八路军）坚持敌后抗战三周年纪念塔”，建于1940年9月18日。塔高6.3米，为五面锥型，顶尖状。起初塔建在后寨村茶壶山下，后来由于水土流失，塔基不稳，遂移塔至今址。1965年5月24日，抗日三周年纪念塔成为调整后的山西省第一批文物保护单位。

## 碑文
纪念塔正面的碑文是“国民革命军第十八集团（八路军）坚持敌后抗战三周年纪念塔”。另外四面中的三面是黎城县长马坚之、山西省第三区行政督察专员公署专员薄一波、李一清和冀太联办主任杨秀峰、戒伍胜的题词 ，第四面的碑文如下：
抗战3年来，在共产党的领导下，处境艰苦却英勇善战，一举歼寇于平型关，再焚敌机于阳明堡，激发起全民抗战之信心。3年来牵制华北敌兵达二分之一，战斗1万余次，毙伤敌寇20余万人。创建了晋察冀、晋冀鲁豫等10余处敌后抗日根据地。八路军已成为抗战必胜、建国必战的决定力量，是伟大中华民族的保卫者与自由幸福新中国的创造者，而汉奸汪派当永远不齿于人类的历史。晋冀豫区的1200万群众，怀着对劳苦功高之领袖毛泽东、朱德、彭德怀总副司令及英勇善战的全体将士的无限敬意，故以建塔于太行之巅，予以纪念。